# تومو نادال
تومو نادال (اسپانیایی: Tomeu Nadal‎؛ زادهٔ ۸ فوریهٔ ۱۹۸۹) بازیکن فوتبال اهل اسپانیا است.
از باشگاه‌هایی که در آن بازی کرده‌است می‌توان به باشگاه ورزشی رئال مایورکا، باشگاه فوتبال رئال اویدو، باشگاه فوتبال آلباسته بالومپیه، باشگاه خیمناستیک تاراگونا، و باشگاه فوتبال ختافه اشاره کرد.